# John Petrucci
John Peter Petrucci (12 de julio de 1967) es un virtuoso guitarrista estadounidense, miembro y fundador de la banda de metal progresivo Dream Theater. Es considerado como uno de los mejores guitarristas del mundo. Fue elegido como el 2.º mejor guitarrista en el libro The 100 Greatest Metal Guitarists (los 100 mejores guitarristas del metal), el 27.º según la revista Guitar World, y catalogado por Guitar One como uno de los 10 mejores guitarristas de todos los tiempos.

## Biografía

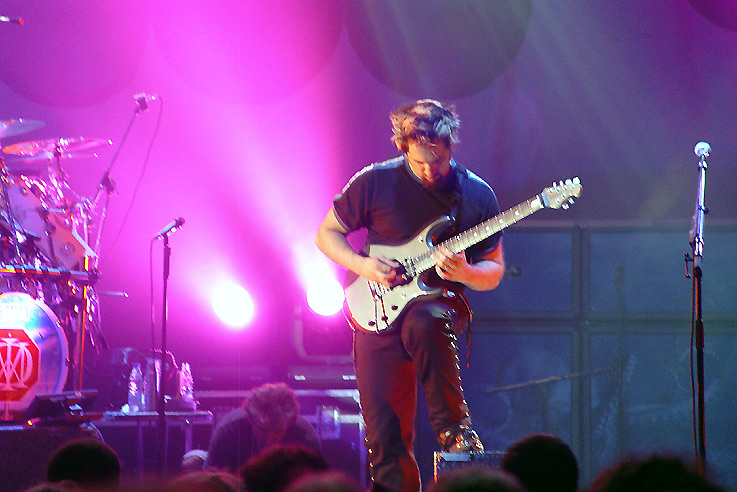
John Petrucci en 2005.

John Petrucci nació y se crio en el seno de una familia italo-estadounidense en Boston. Aunque sus padres no son músicos, su hermana mayor tocaba el piano y el órgano eléctrico, su hermano el bajo y su hermana menor el clarinete. Aunque su hermana influyó en sus intereses musicales hasta cierto punto, Petrucci dice que empezó a tocar la guitarra eléctrica porque todos los muchachos del vecindario tocaban y le parecía algo divertido. Estudió en la escuela de música contemporánea de Berklee en Boston, donde, junto a su compañero de secundaria John Myung, conocieron a Mike Portnoy y fundaron lo que hoy es Dream Theater, una de las bandas más reconocidas en su género.
El interés de Petrucci por la guitarra despertó al empezar a dar clases a los doce años. Fue tal la dedicación que tuvo para este instrumento, que llegó a practicar hasta ocho horas diarias con su colega y bajista John Myung. En el marco del éxito de su banda Dream Theater, ha logrado el reconocimiento y respeto de muchos músicos en el mundo debido a su notable habilidad para componer «estructuras musicales complejas y bellas». Prueba de esto, por ejemplo, es su incorporación en la gira G3 junto a Joe Satriani y Steve Vai, llegando a ser el guitarrista invitado que más veces ha participado en esta gira de guitarristas virtuosos. También se le atribuyen varias piezas de la New York Metal Orchestra o Trans-Siberian Orchestra, de la que ha sido parte en numerosas ocasiones junto a su banda Dream Theater.
En 2005 lanzó su primer álbum "Suspended Animation" y en 2020 lanzó su segundo y último álbum "Terminal Velocity".
Actualmente, Petrucci contribuye a la revista Guitar World con una columna mensual, y también contribuyó con la escritura de las partituras para los libros de Images and Words y Awake, dos discos de Dream Theater. Tiene también un video didáctico sobre la guitarra a la venta.
Los guitarristas que más han influido en el estilo de Petrucci han sido David Gilmour (de Pink Floyd), Steve Vai, Alex Lifeson (de Rush), Brian May (de Queen), Steve Howe (de Yes), Allan Holdsworth y el legendario Stevie Ray Vaughan. Sin embargo, su máxima influencia, y la que él cita siempre como su guitarrista favorito cuando se le pregunta, es Steve Morse.
Empezó a experimentar con una guitarra de siete cuerdas para el disco Awake, lo cual, él cree, le dio al disco un toque más pesado y que ha contribuido en la manera de componer y potenciar las posibilidades de este instrumento. Incluyó también por primera vez una guitarra de 8 cuerdas en el tema "Awaken The Master", del álbum A View from the Top of the World de 2021. Escribe activamente en su casa con su «four track studio» (consola/grabadora de cuatro canales) y siempre lleva con él un secuenciador a todas sus giras.

## Discografía

### En solitario
- 2005: "Suspended Animation".
- 2020: "Terminal Velocity".

### Con Dream Theater
- 1989: When Dream and Day Unite
- 1992: Images and Words
- 1994: Awake
- 1995: A Change of Seasons
- 1997: Falling into Infinity
- 1999: Metropolis Pt. 2: Scenes from a Memory
- 2002: Six Degrees of Inner Turbulence
- 2003: Train of Thought
- 2005: Octavarium
- 2007: Systematic Chaos
- 2009: Black Clouds & Silver Linings
- 2011: A Dramatic Turn of Events
- 2013: Dream Theater
- 2016: The Astonishing
- 2019: Distance Over Time
- 2021: A View from the Top of the World
- 2025: Parasomnia

### Con otras bandas
- Working Man: "Rush tribute" (1996).
- Dragon Attack: "A tribute to Queen" (1997).
- Varios artistas: "Guitar battle" (1997).
- Liquid Tension Experiment (1998).
- Explorer's Club: "Age of impact" (1998).
- Jon Finn Group: "Wicked" (1998).
- Liquid Tension Experiment 2 (1999).
- An evening with John Petrucci & Jordan Rudess (2000).
- Jordan Rudess: "Feeding the wheel" (2001).
- G3 (Joe Satriani y Steve Vai): "Live in Tokyo" (2005).
- Derek Sherinian: "Blood of the snake" (2006).
- Marty Friedman: "Loudspeaker" (2006).
- Periphery: "Periphery II: This time it's personal" Solo de "Erised" (2012)

## Videografía
- Images And Words: Live in Tokyo, Dream Theater (1993).
- Rock Discipline, John Petrucci (1995).
- Progressive Bass Concepts, John Myung (1996).
- 5 years in a LIVEtime, Dream Theater (1998).
- Metropolis 2000: Scenes from New York, Dream Theater (2001).
- Mystic Dream Excercise, John Petrucci (2002).
- Live At Budokan, Dream Theater (2004).
- Live In Tokyo, G3 (2005).
- Score: 20th Anniversary World Tour Live With the Octavarium Orchestra, Dream Theater (2006).
- Chaos In Motion, Dream Theater (2007-2008).
- A Rite of Passage, Dream Theater (2009).
- On the Back of Angels, Dream Theater (2011).
- Live At Luna Park, Dream Theater (2012).
- Breaking The Fourth Wall, Dream Theater (2014).
- Back To Budokan, Dream Theater (2017).